# Інглвуд (Небраска)
Інглвуд (англ. Inglewood) — селище (англ. village) в США, в окрузі Додж штату Небраска. Населення — 380 осіб (2020).

## Географія
Інглвуд розташований за координатами 41°24′55″ пн. ш. 96°30′7″ зх. д. / 41.41528° пн. ш. 96.50194° зх. д. (41.415215, -96.501939).  За даними Бюро перепису населення США в 2010 році селище мало площу 0,62 км², з яких 0,62 км² — суходіл та 0,00 км² — водойми.

## Демографія
Згідно з переписом 2010 року, у селищі мешкало 325 осіб у 134 домогосподарствах у складі 90 родин. Густота населення становила 521 особа/км².  Було 146 помешкань (234/км²).
Расовий склад населення:
| - 86,2 % — білих - 0,9 % — корінних американців - 0,6 % — чорних або афроамериканців - 0,3 % — азіатів - 10,5 % — осіб інших рас |

До двох чи більше рас належало 1,5 %. Частка іспаномовних становила 14,5 % від усіх жителів.
За віковим діапазоном населення розподілялося таким чином: 23,4 % — особи молодші 18 років, 60,0 % — особи у віці 18—64 років, 16,6 % — особи у віці 65 років та старші. Медіана віку мешканця становила 39,3 року. На 100 осіб жіночої статі у селищі припадало 95,8 чоловіків;  на 100 жінок у віці від 18 років та старших — 99,2 чоловіків також старших 18 років.
Середній дохід на одне домашнє господарство  становив 56 560 доларів США (медіана — 50 000), а середній дохід на одну сім'ю — 67 154 долари (медіана — 60 625). Медіана доходів становила 52 813 долари для чоловіків та 37 750 доларів для жінок. За межею бідності перебувало 15,8 % осіб, у тому числі 33,7 % дітей у віці до 18 років та 3,7 % осіб у віці 65 років та старших.
Цивільне працевлаштоване населення становило 174 особи. Основні галузі зайнятості: виробництво — 21,8 %, роздрібна торгівля — 17,2 %, освіта, охорона здоров'я та соціальна допомога — 12,6 %, будівництво — 11,5 %.